# Ключевский сельсовет (Топчихинский район)
Ключевский сельсовет — муниципальное образование со статусом сельского поселения и административно-территориальное образование в Топчихинском районе Алтайского края России. Административный центр — посёлок Ключи.

## Население
| 1997 | 1998 | 1999 | 2000 | 2001 | 2002 | 2003 |
| ---- | ---- | ---- | ---- | ---- | ---- | ---- |
| 1015 | ↘964 | ↗980 | ↘955 | ↘894 | ↘866 | ↘844 |
| 2004 | 2005 | 2006 | 2007 | 2008 | 2009 | 2010 |
| ↘796 | ↗825 | ↘821 | ↘807 | ↘790 | ↘740 | ↘624 |
| 2011 | 2012 | 2013 | 2014 | 2015 | 2016 | 2017 |
| ↘622 | ↘598 | ↘572 | ↘535 | ↘529 | ↘495 | ↘494 |
| 2018 | 2019 | 2020 | 2021 |      |      |      |
| ↘480 | →480 | ↘444 | ↘425 |      |      |      |

По результатам Всероссийской переписи населения 2010 года, численность населения муниципального образования составила 624 человека, в том числе 281 мужчина и 343 женщины.

## Населённые пункты
В состав сельского поселения входит один населённый пункт — посёлок Ключи.